# Polska Partia Socjalno-Demokratyczna (1945)
Polska Partia Socjalno-Demokratyczna (PPSD) – inicjatywa polityczna części przedwojennej PPS oraz PPS-WRN z 1945. Stanowiła próbę zalegalizowania i włączenia w legalny nurt działania działaczy władz przedwojennej i wojennej PPS.

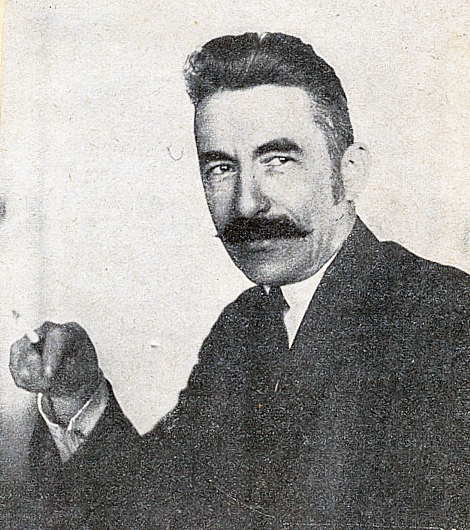
Zygmunt Żuławski

## Próba porozumienia PPS-WRN z „lubelską” PPS
Uczestniczący w rozmowach konstytuujących Tymczasowy Rząd Jedności Narodowej w Moskwie, przewodniczący Rady Naczelnej PPS Zygmunt Żuławski postanowił podjąć inicjatywę na rzecz legalizacji podziemnej PPS. Dzięki jego inicjatywie odbyło się 15 lipca 1945 posiedzenie Rady Naczelnej PPS (z udziałem 24 członków Rady Naczelnej wybranych na ostatnim przed wojną XXIV Kongresie PPS).
W przyjętej uchwale Rady Naczelnej PPS, uznano Tymczasowy Rząd Jedności Narodowej oraz uchwalono wysłanie delegacji do „Rządu w celu poinformowania go o stanowisku PPS i wyjaśnienia formalnej strony rozpoczęcia działalności organizacyjnej”.
W dniach 10–12 lipca 1945 w ramach prowadzonych rozmów pomiędzy CKW „lubelskiej” PPS a przedstawicielami podziemnej Rady Naczelnej PPS zawarty został układ na podstawie którego postanowiono:
- dokooptować do składu Rady Naczelnej „lubelskiej” PPS piętnastu działaczy podziemnej PPS (Aleksy Bień, Zygmunt Bocian, Ludwik Cohn, Stanisław Garlicki, Dorota Kłuszyńska, Alfred Krygier, Wincenty Markowski, Marian Nowicki, Stefan Rzeźnik, Antoni Szczerkowski, Władysław Szczucki, Stanisław Wilczyński, Lucyna Woliniewska, Antoni Zdanowski, Zygmunt Żuławski), wejście obok Żuławskiego dziesięciu członków podziemnej PPS,

- dokooptować do Krajowej Rady Narodowej (Aleksy Bień, Stanisław Garlicki, Alfred Krygier, Dorota Kłuszyńska, Wincenty Markowski, Marian Nowicki, Stefan Rzeźnik, Władysław Szczucki, Antoni Szczerkowski, Antoni Zdanowski).

Uzgodniono, iż do czasu zmiany decyzji zabrania się prowadzić działalność polityczną: Zygmuntowi Zarembie, Józefowi Dzięgielewskiemu, Franciszkowi Białasowi oraz Stanisławowi Sobolewskiemu. Kazimierz Pużak w tym czasie przebywał w więzieniu w Moskwie (w wyniku pokazowego procesu szesnastu przywódców Polskiego Państwa Podziemnego).
Ponadto zobowiązano się zagwarantować bezpieczeństwo wszystkim działaczom podziemnej PPS-WRN.
Pomimo podpisania wspólnego komunikatu, Centralny Komitet Wykonawczy „lubelskiej” PPS 19 sierpnia 1945 odrzucił umowę podejmując uchwałę o przyjmowaniu członków PPS-WRN na zasadach indywidualnych.

## Próba powołania PPSD
Po złamaniu przez „lubelską” PPS warunków umowy działacze podziemnej Rady Naczelnej PPS podjęli starania o zarejestrowanie odrębnej partii politycznej.
12 października 1945 odbyło się w Krakowie posiedzenie działaczy PPS, na którym powołano Komitet Organizacyjny Polskiej Partii Socjalno-Demokratycznej.
Przewodniczącym Komitetu wybrano – Zygmunta Żuławskiego (przewodniczącego Rady Naczelnej PPS do 1939). W skład komitetu weszli ponadto członkowie przedwojennej Rady Naczelnej: Aleksy Bień, Zygmunt Bocian, Stanisław Garlicki, Józef Grzecznarowski, Dorota Kłuszyńska, Antoni Szczerkowski, Lucyna Woliniewska, Stanisława Woszczyńska, Antoni Zdanowski, oraz działacze PPS: Ludwik Cohn, Wincenty Markowski, Stefan Rzeźnik, Władysław Szczucki i Stefan Zbrożyna.
14 października ogłoszony został komunikat o powołaniu do życia PPSD oraz skierowano pismo do Prezydenta Krajowej Rady Narodowej oraz przewodniczącego Centralnej Komisji Porozumiewawczej Stronnictw Demokratycznych.
Przeciwko inicjatywie wystąpiła z ostrym sprzeciwem „lubelska” PPS. W uchwale Rady Naczelnej z 4 listopada 1945 Centralna Komisja Porozumiewawcza Stronnictw Demokratycznych odmówiła PPSD prawa do legalnego funkcjonowania.

## Dalsze losy niezależnych socjalistów
Niepowodzenie inicjatywy spowodowało, iż Zygmunt Żuławski podjął decyzję o indywidualnym przystąpieniu do „lubelskiej” PPS. Swoją zgodę na przystąpienie uzależnił od dokooptowania do kierownictwa 11 działaczy: Aleksego Bienia, Zygmunta Bociana, Stefana Rzeźnika, Alfreda Kriegera, Antoniego Szczerkowskiego, Ludwika Cohna, Stanisława Garlickiego, Wincentego Markowskiego, Mariana Nowickiego, Władysława Szczuckiego i Antoniego Zdanowskiego.
Zygmunt Żuławski ogłosił wówczas na łamach „Robotnika” w dniu 23 grudnia 1945 artykuł Wzywam do szeregów jednolitej PPS.
Kierownictwo „lubelskiej” PPS również nie dotrzymało warunków tej umowy. 31 marca 1946 Rada Naczelna dokooptowała do swego grona nie 12 ale 6 działaczy przedwojennej i wojennej PPS: Ludwika Cohna, Józefa Grzecznarowskiego, Wincentego Markowskiego, Mariana Nowickiego, Stefana Rzeźnika i Zygmunta Żuławskiego.
Na znak protestu Zygmunt Żuławski, Ludwik Cohn i Stefan Rzeźnik nie przyjęli oferowanych mandatów. 14 listopada 1946 Zygmunt Żuławski wystąpił z „lubelskiej” PPS. Solidaryzując się z nim, podobnie postąpił Antoni Zdanowski.
Współpracował z PSL, usiłując wystawić kandydatów w wyborach do Sejmu Ustawodawczego w 1947. W ramach listy PSL zgłoszono listy „chłopsko-robotnicze” w Warszawie, Łodzi, Krakowie, Częstochowie i Chrzanowie. Kandydaci zostali w większości usunięci z list (m.in. usunięto Antoniego Zdanowskiego pod pozorem współpracy z okupantem, ponieważ PPS-WRN miała „przeciwdziałać walce zbrojnej”). Ostatecznie mandat jako „niezależny socjalista” uzyskał jedynie Zygmunt Żuławski.